# Dyschoriste nyassica
Dyschoriste nyassica är en akantusväxtart som beskrevs av Alexander Gilli. Dyschoriste nyassica ingår i släktet Dyschoriste och familjen akantusväxter. Inga underarter finns listade i Catalogue of Life.